# 英寸水柱
英寸水柱（Inches of water或inches of water gauge），簡稱iwg、in.w.g.、inch wc、″ wc、inAq、Aq、inH2O，是非国际单位制的压强單位，此單位一般會用來量測較小的壓强差，例如孔口兩端或是管输工艺中的壓強差。可以用pressure head的公式將英寸水柱轉換為其他壓強單位。
英寸水柱的定義是高度1英寸的水柱是指定條件下產生的壓強。純水在4 °C（39.2 °F） 時的密度最大（1000 kg/m3）。若是此溫度，假設標準重力下，1 inAq大約是249.082 pascal。
其他較不常用的標準的是0 °F或68 °（20 °C），這多半是依照行業標準而不是依國際標準。
在北美，量測低壓的空氣或是工業氣體壓強時，會以英寸水柱為單位，而較大壓強時會使用英寸汞柱或是磅力每平方英寸（psi, lbf/in2）為單位。若是用來量測供應管風琴的空氣壓強，會直接簡稱英寸。英寸水柱也常用在天然氣管線的用戶端壓強量測，一般會是6至7英寸水柱或是（6~7″ WC）或是0.25 lbf/in2。
1 inAq ≈ 0.036 lbf/in2, or 27.7 inAq ≈ 1 lbf/in2.
| 1 inH2O                          | = 248.84 pascals （60 °F）[3]           |
|                                  | = 2.4884 mbar 或 hectopascals （60 °F） |
| = 2.54 cmH2O （4 °C）  |                                         |
| ≈ 0.0024558598569 atm            |                                         |
| ≈ 1.86645349124 托或mmHg（0 °C） |                                         |
| ≈ 0.0734824209149 inHg（0 °C）   |                                         |
| ≈ 0.0360911906567 lbf/in2        |                                         |